# Rick Barry
Pour les articles homonymes, voir Barry.
Richard Francis Dennis Barry III (né le 28 mars 1944 à Elizabeth, New Jersey, États-Unis) est un ancien joueur de basket-ball, élu parmi les meilleurs joueurs du cinquantenaire de la NBA.
Parmi les ailiers les plus efficaces du jeu, il est renommé aussi pour son adresse aux lancers-francs, avec son étonnant tir « à la cuillère ».
Il a joué aux Warriors de Golden State et aux Nets de New York dans la ligue ABA puis en NBA de 1966 à 1979. Il fut le seul joueur à être meilleur marqueur dans les deux ligues.
Il a été formé à l'Université de Miami au début des années 1960. Lors de sa dernière année universitaire, il est le meilleur marqueur de la NCAA avec une moyenne de 37,4 points par match. Il prend ensuite part à la draft 1965 et est sélectionné par les Warriors de San Francisco en deuxième position.

## Biographie

### Jeunesse
Richard Francis Dennis Barry III naît le 28 mars 1944 à Elizabeth, dans le New Jersey, et grandit à Roselle Park, dans une communauté urbaine de la classe moyenne. Il est issu d'une famille de sportifs, son père Rick Barry Sr. étant un ancien joueur de basket-ball professionnel.
À partir de l'âge de 11 ans, il commence à jouer dans l'équipe de basket-ball de son école, dont son père « Aldo » est l'entraîneur, mais le baseball reste néanmoins son sport de prédilection.
Adolescent, il est fan de la superstar locale de baseball des Giants de New York, Willie Mays, qui portait le numéro de maillot 24. Barry portera plus tard ce numéro en hommage à ce champ centre tout au long de sa carrière de basketteur.
En 1962, il sort diplômé de la Roselle Park High School de Roselle Park, dans l'état du New Jersey.

### Carrière universitaire
Rick Barry reçoit plus de 30 offres de bourses d'études avant de choisir l'Université de Miami, en grande partie parce que les Hurricanes de Miami, l'équipe de basket-ball de l'université, sous la houlette de l'entraîneur principal Bruce Hale (en), adoptent un système de jeu qui correspond à ses aptitudes et à ses qualités athlétiques. C'est pendant son cursus universitaire que le jeune étudiant rencontre sa future femme Pamela, qui est alors la fille de son entraîneur principal.

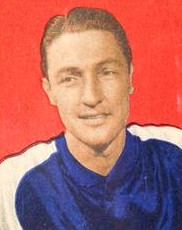
Bruce Hale, entraîneur principal de l'équipe de basket-ball des Hurricanes de Miami de 1954 à 1967.

Durant ses trois saisons à l'université, Rick Barry est un gros scoreur et rebondeur. Dominant, il est aussi un joueur indispensable de son équipe, les Hurricanes. Cependant, il s'affirme réellement et prend une grande ampleur à partir de sa deuxième saison, où il devient un marqueur très prolifique en dépassant les 30 points de moyenne par match. Lors de la saison NCAA 1964-1965, sous le statut de joueur senior, il domine le championnat NCAA avec une moyenne impressionnante de 37,4 points par match. En fin saison, Barry et ses coéquipiers ne participent néanmoins pas au tournoi NCAA, car le programme des Hurricanes est alors en probation.
Après avoir terminé sa dernière saison universitaire et une fois son diplôme obtenu, il se présente donc au printemps 1965, à 21 ans, à la draft NBA, disposant d'une très grosse cote, avec un statut de gros shooteur et scoreur. Son profil intéresse par conséquent de nombreuses franchises NBA qui souhaitent le signer. Le 6 mai 1965, à New York, lors de la draft, Rick Barry est sélectionné en deuxième position par les Warriors de San Francisco, qui disposent également du premier choix, mais qui sélectionnent en première position, avant lui, l'ailier des Wildcats de Davidson, Fred Hetzel.
Rick Barry est aussi intronisé, plus tard, au Hall of Fame des sports de l'Université de Miami en 1976, pour sa grande contribution à l'équipe de basket-ball de l'université. Son maillot flanqué du numéro 24 est à ce jour l'un des deux seuls à avoir été retiré par les Hurricanes, avec celui de Tim James.

### Carrière professionnelle
Lors de la première saison de Rick Barry en NBA avec les Warriors de San Francisco, l'équipe fait un progrès considérable et significatif sous la houlette du jeune rookie, en passant de seulement 17 victoire lors de la saison précédente à 35 victoires. Elle est d'ailleurs en lice pour se qualifier pour les Playoffs 1966 jusqu'au dernier match de la saison régulière.
Surnommé le « Miami Greyhound » (en français « lévrier de Miami ») par Bill King, présentateur de longue date dans la baie de San Francisco, en raison de son physique long et mince, de sa rapidité et de son instinct remarquable, Rick Barry (2,01 m) remporte le facilement le trophée de Rookie de l'année en 1966 après avoir réalisé une saison de très grande qualité individuellement, avec une moyenne de 25,7 points et 10,6 rebonds par match au cours de sa saison rookie.
Durant la saison NBA suivante, 1966-1967, le sophomore marque 38 points lors du All-Star Game se déroulant à domicile, à San Francisco et remporte donc le titre de MVP de ce All-Star Game 1967. Son équipe à ce match, celle de la conférence Ouest surprend l'équipe de la conférence Est, qui compte alors dans ses rangs les Hall of Famers Wilt Chamberlain, Oscar Robertson, Bill Russell et l'entraîneur Red Auerbach, parmi d'autres grands noms. Cette saison-là, il mène la NBA au scoring, avec une moyenne impressionnante de 35,6 points par match, ce qui le place actuellement au 8ème rang des meilleurs moyennes de points par saison de l'histoire de la ligue. Plus tard lors des playoffs, Barry et ses coéquipiers poussent les puissants 76ers de Philadelphie de Wilt Chamberlain et Hal Greer dans leurs retranchements pendant 6 matchs très disputés et compétitifs lors des Finales NBA 1967, ce que Bill Russell et ses invincibles Celtics de Boston n'avaient pas réussi à faire plus tôt lors de la Finale de la Conférence Est contre ces mêmes 76ers.
Avec son coéquipier, le pivot Nate Thurmond, Rick Barry porte les Warriors jusqu'aux Finales NBA en 1967, qu'ils perdent en 6 gros matchs face aux 76ers de Philadelphie. Malgré une blessure au genou gauche qui nécessite des injections de cortisone les jours de match, le jeune joueur marque en moyenne 40,8 points par match pendant la série, un record pour les finales NBA qui demeure encore aujourd'hui. « Il était si bon que nous devions avoir trois joueurs différents pour défendre sur lui à chaque instant, parce qu'il les mettait tous à rude épreuve », déclara plus tard Wilt Chamberlain.

## Carrière

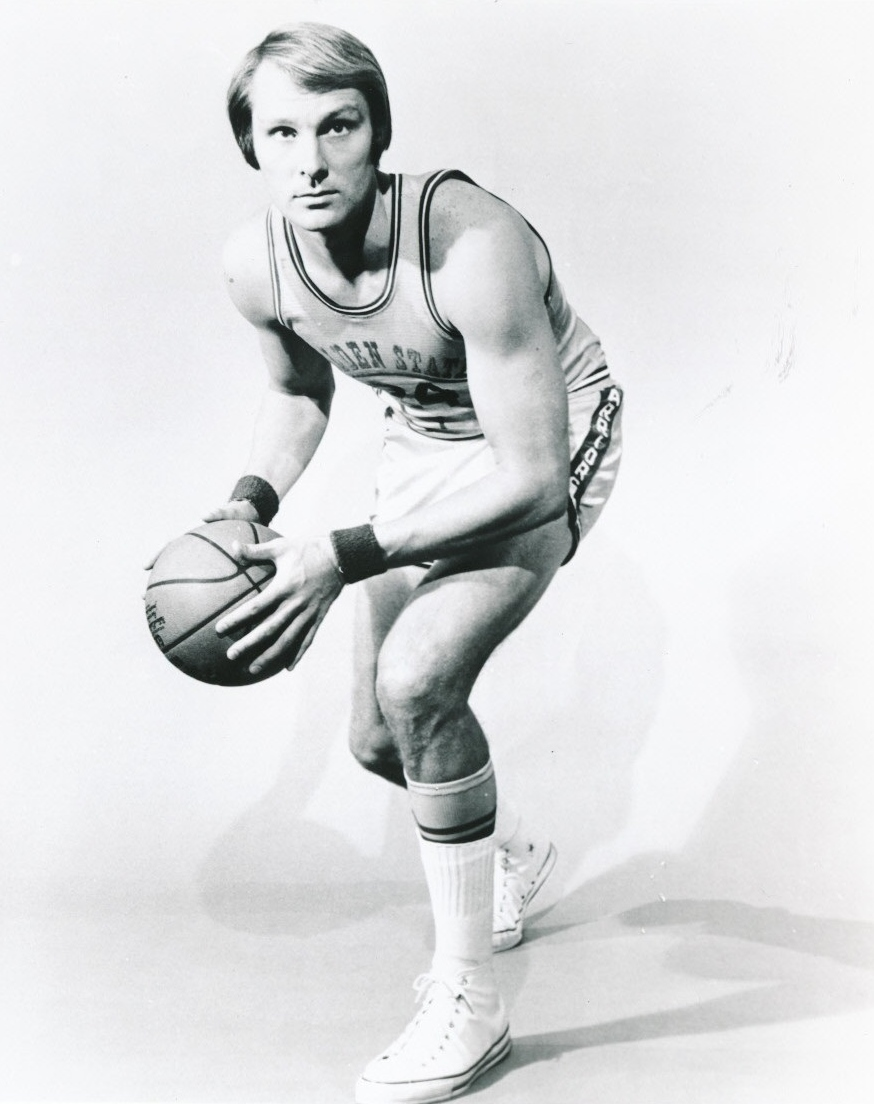
Photographie publicitaire de Rick Barry en 1972

Barry est sélectionné en deuxième position de la draft 1965 par les Warriors de San Francisco. Ils forment avec Nate Thurmond, un duo jeune et prometteur.
Dès sa première saison, il s'impose comme un des meilleurs joueurs de la NBA. Il est sélectionné au NBA All-Star Game et sera élu rookie de l'année. Il termine la saison avec 25,7 points et 10,6 rebonds de moyenne.
Pour sa deuxième saison, il sera encore au All-Star Game, dont il est élu MVP en marquant 38 points, et termine meilleur scoreur de la ligue (35,6 points, seuls trois joueurs ont fait mieux en termes de moyennes de points dans l'histoire de la ligue). Et avec Thurmond il emmènera les Warriors en finales NBA. Mais les Warriors sont éliminés en six matchs face aux Sixers de Philadelphie de Wilt Chamberlain.
Déçu par le manque de reconnaissance de son équipe, il quitte la NBA pour l'ABA et un meilleur contrat.

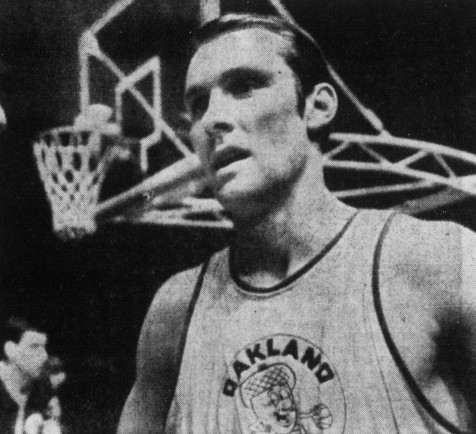
Rick Barry au ABA All-Star Game 1969 à Louisville, dans le Kentucky

En ABA, Barry atteint souvent la moyenne de 30 points et il conduit les Oaks d'Oakland au titre ABA 1969. Voulant retrouver une meilleure opposition, il retourne en NBA en 1972. Le 29 octobre 1974, avec Golden State, il frôle le quadruple-double contre les Buffalo Braves      30 points, 10 rebonds, 11 passes et 9 interceptions.
En 1975, il conduit les Warriors de Golden State, qui ont désormais quitté San Francisco, au titre NBA 1975 et est nommé MVP des finales. L'année suivante, ils sont battus 3 à 1 par les Suns de Phoenix en finale de conférence et en 1977, ils perdent contre les futurs champions, les Trail Blazers de Portland et leur star Bill Walton.
À la fin de la saison 1977-1978, Rick Barry est transféré aux Rockets de Houston en échange de John Lucas. Il marque 13,5 points de moyenne et établit un record d'adresse aux lancers-francs avec un taux de réussite de 94,7 % sur la saison pendant la saison 1978-1979. Il prend sa retraite sportive après la saison 1979-1980 et devient commentateur télévisé.
Rick Barry a eu quatre fils Scooter, Drew, Jon, Brent, qui sont tous devenus des basketteurs professionnels.
Avec le titre NBA 2005 de Brent aux Spurs de San Antonio, Rick et Brent deviennent le second tandem père-fils à remporter chacun le titre NBA, le premier était Matt Guokas, Sr. et son fils Matt Guokas, Jr..

## Titres et records
Après deux sélections dans l'équipe de l'état alors qu'il évolue avec la Roselle Park High School, il se voit récompenser en universitaire par une sélection dans le premier cinq All-America par Associated Press et dans le deuxième du All-America du Sporting News en 1965, année où il termine avec un titre de Consensus All-America. Cette même année, il termine avec le titre de meilleur scoreur du pays avec 37,4 points.
En 1966, il obtient le titre de NBA Rookie of the Year. Il obtient sa première sélection dans le premier cinq de la NBA, All-NBA Team, équipe où il figure également lors des années 1967, 1974, 1975, 1976, obtenant une sélection dans le deuxième cinq en 1973. Il termine également dans le premier cinq de la ABA à quatre reprises, de 1969 à 1972. Il est élu meilleur joueur du NBA All-Star Game en 1967, NBA All-Star Game Most Valuable Player Award. Il dispute huit fois cet événement, en 1966, 1967, et de 1973 à 1978.
Il obtient le titre de National Basketball Association Finals Most Valuable Player Award en 1975 lors du titre avec les Warriors de Golden State.
Il figure parmi les meilleurs joueurs du cinquantenaire de la NBA en 1996.

## Statistiques
gras = ses meilleures performances

### Universitaires
Statistiques en université de Rick Barry
| Saison    | Équipe   | Matchs | Titul. | Min./m | % Tir | % 3pts | % LF | Rbds/m. | Pass/m. | Int/m. | Ctr/m. | Pts/m. |
| --------- | -------- | ------ | ------ | ------ | ----- | ------ | ---- | ------- | ------- | ------ | ------ | ------ |
| 1962-1963 | Miami    | 24     | —      | —      | 47,5  | —      | 82,9 | 14,6    | —       | —      | —      | 19,0   |
| 1963-1964 | Miami    | 27     | —      | —      | 54,9  | —      | 84,3 | 16,6    | —       | —      | —      | 32,2   |
| 1964-1965 | Miami    | 26     | —      | —      | 52,2  | —      | 85,9 | 18,3    | —       | —      | —      | 37,4   |
| Carrière  | Carrière | 77     | —      | —      | 52,2  | —      | 84,7 | 16,5    | —       | —      | —      | 29,8   |

### Professionnelles

#### Saison régulière
Légende :
| Champion NBA | Champion ABA | Recrue/rookie de la saison | Meilleur joueur de cette catégorie statistique de la saison |

gras = ses meilleures performances
Statistiques en saison régulière de Rick Barry
| Saison        | Équipe           | Matchs | Titul. | Min./m | % Tir | % 3pts | % LF | Rbds/m. | Pass/m. | Int/m. | Ctr/m. | Pts/m. |
| ------------- | ---------------- | ------ | ------ | ------ | ----- | ------ | ---- | ------- | ------- | ------ | ------ | ------ |
| 1965-1966     | San Francisco    | 80     | —      | 37,4   | 43,9  | —      | 86,2 | 10,2    | 2,2     | —      | —      | 25,7   |
| 1966-1967     | San Francisco    | 78     | —      | 40,7   | 45,1  | —      | 88,4 | 9,2     | 3,6     | —      | —      | 35,6   |
| 1968-1969     | Oakland (ABA)    | 35     | 31     | 38,9   | 51,1  | 30,0   | 88,8 | 9,4     | 3,9     | —      | —      | 34,0   |
| 1969-1970     | Washington (ABA) | 52     | —      | 35,6   | 49,9  | 20,5   | 86,4 | 7,0     | 3,4     | —      | —      | 27,7   |
| 1970-1971     | New York (ABA)   | 59     | —      | 42,4   | 46,9  | 22,1   | 89,0 | 6,8     | 5,0     | —      | —      | 29,4   |
| 1971-1972     | New York (ABA)   | 80     | —      | 45,2   | 45,8  | 30,8   | 87,8 | 7,5     | 4,1     | —      | —      | 31,5   |
| 1972-1973     | Golden State     | 82     | 82     | 37,5   | 45,2  | —      | 90,2 | 8,9     | 4,9     | —      | —      | 22,3   |
| 1973-1974     | Golden State     | 80     | 80     | 36,5   | 45,6  | —      | 89,9 | 6,8     | 6,1     | 2,1    | 0,5    | 25,1   |
| 1974-1975     | Golden State     | 80     | 80     | 40,4   | 46,4  | —      | 90,4 | 5,7     | 6,2     | 2,9    | 0,4    | 30,6   |
| 1975-1976     | Golden State     | 81     | 81     | 38,5   | 43,5  | —      | 92,3 | 6,1     | 6,1     | 2,5    | 0,3    | 21,0   |
| 1976-1977     | Golden State     | 79     | 79     | 36,8   | 44,0  | —      | 91,6 | 5,3     | 6,0     | 2,2    | 0,7    | 21,8   |
| 1977-1978     | Golden State     | 82     | 82     | 36,9   | 45,1  | —      | 92,4 | 5,5     | 5,4     | 1,9    | 0,5    | 23,1   |
| 1978-1979     | Houston          | 80     | 77     | 32,1   | 46,1  | —      | 94,7 | 3,5     | 6,3     | 1,2    | 0,5    | 13,5   |
| 1979-1980     | Houston          | 72     | 28     | 25,2   | 42,2  | 33,0   | 93,5 | 3,3     | 3,7     | 1,1    | 0,4    | 12,0   |
| Carrière      | Carrière         | 1020   | 620    | 37,4   | 45,6  | 29,7   | 89,3 | 6,7     | 4,9     | 2,0    | 0,5    | 24,8   |
| All-Star Game | All-Star Game    | 11     | 6      | 25,2   | 47,3  | —      | 84,2 | 4,8     | 4,5     | 3,2    | 0,2    | 15,6   |

#### Playoffs
Légende :
| Champion NBA | MVP des finales NBA | Meilleur joueur de cette catégorie statistique de la saison |

Statistiques en playoffs de Rick Barry
| Saison   | Équipe           | Matchs | Titul. | Min./m | % Tir | % 3pts | % LF  | Rbds/m. | Pass/m. | Int/m. | Ctr/m. | Pts/m. |
| -------- | ---------------- | ------ | ------ | ------ | ----- | ------ | ----- | ------- | ------- | ------ | ------ | ------ |
| 1967     | San Francisco    | 15     | —      | 40,9   | 40,3  | —      | 80,9  | 7,5     | 3,9     | —      | —      | 34,7   |
| 1970     | Washington (ABA) | 7      | —      | 43,1   | 53,2  | 33,3   | 91,2  | 10,0    | 3,3     | —      | —      | 40,1   |
| 1971     | New York (ABA)   | 6      | —      | 47,8   | 51,9  | 51,9   | 81,4  | 11,7    | 4,0     | —      | —      | 33,7   |
| 1972     | New York (ABA)   | 18     | —      | 41,6   | 47,3  | 37,7   | 85,6  | 6,5     | 3,8     | —      | —      | 30,8   |
| 1973     | Golden State     | 11     | 11     | 26,5   | 39,6  | —      | 90,9  | 4,9     | 2,2     | —      | —      | 16,4   |
| 1975     | Golden State     | 17     | 17     | 42,7   | 44,4  | —      | 91,8  | 5,5     | 6,1     | 2,9    | 0,9    | 28,2   |
| 1976     | Golden State     | 13     | 13     | 40,9   | 43,6  | —      | 88,2  | 6,5     | 6,5     | 2,9    | 1,1    | 24,0   |
| 1977     | Golden State     | 10     | 10     | 41,5   | 46,6  | —      | 90,9  | 5,9     | 4,7     | 1,7    | 0,7    | 28,4   |
| 1979     | Houston          | 2      | 2      | 32,5   | 32,0  | —      | 100,0 | 4,0     | 4,5     | 0,0    | 1,0    | 12,0   |
| 1980     | Houston          | 6      | 0      | 13,2   | 36,4  | 25,0   | 100,0 | 1,0     | 2,5     | 0,2    | 0,2    | 5,5    |
| Carrière | Carrière         | 105    | 53     | 38,7   | 44,8  | 39,4   | 87,0  | 6,4     | 4,3     | 2,2    | 0,8    | 27,3   |

## Records en match
Les records personnels de Rick Barry en NBA sont les suivants :
| Type de statistique       | Saison régulière | Saison régulière          | Saison régulière | Playoffs | Playoffs               | Playoffs      |
| Type de statistique       | Record           | Adversaire                | Date             | Record   | Adversaire             | Date          |
| ------------------------- | ---------------- | ------------------------- | ---------------- | -------- | ---------------------- | ------------- |
| Points                    | 64               | Trail Blazers de Portland | 26 mars 1974     | 55       | 76ers de Philadelphie  | 18 avril 1967 |
| Paniers marqués           | 30               | Trail Blazers de Portland | 26 mars 1974     | 22       | 76ers de Philadelphie  | 18 avril 1967 |
| Paniers tentés            | 50               | Bulls de Chicago          | 5 février 1967   | 48       | 76ers de Philadelphie  | 18 avril 1967 |
| Paniers à 3 points        | 8                | Jazz de l'Utah            | 9 février 1980   | 8        | Squires de la Virginie | 9 avril 1971  |
| Paniers à 3 points tentés | 12               | Jazz de l'Utah            | 9 février 1980   | -        | -                      | -             |
| Lancers francs réussis    | 23               | Colonels du Kentucky      | 7 février 1969   | 16       | Squires de la Virginie | 6 avril 1971  |
| Lancers francs tentés     | 25               | Bullets de Baltimore      | 6 novembre 1966  | 19       | 2 fois                 | 2 fois        |
| Rebonds totaux            | 25               | 76ers de Philadelphie     | 6 novembre 1966  | 12       | 76ers de Philadelphie  | 18 avril 1967 |
| Passes décisives          | 19               | Bulls de Chicago          | 30 novembre 1976 | 14       | Pistons de Détroit     | 20 avril 1976 |
| Contres                   | 4                | Nets du New Jersey        | 31 janvier 1978  | 3        | 2 fois                 | 2 fois        |
| Interceptions             | 9                | Braves de Buffalo         | 29 octobre 1974  | 8        | SuperSonics de Seattle | 14 avril 1975 |
| Minutes jouées            | 53               | 2 fois                    |                  | 48       | Bulls de Chicago       | 6 mai 1975    |

## Anecdote
Reconnu pour son adresse aux lancer francs, Rick Barry avait l'habitude, pour cet exercice, d'utiliser la technique du tir à la cuillère, pratique inhabituelle en basket-ball.

## Pour approfondir